# W52/Saison 2015
Dieser Artikel listet Erfolge und Fahrer des Radsportteams W52 in der Saison 2015 auf.

## Erfolge in der UCI Europe Tour
In den Rennen der UCI Europe Tour Saison 2015 der UCI Europe Tour gelangen die nachstehenden Erfolge.
| Datum                | Rennen                           | Kat. | Fahrer               |
| -------------------- | -------------------------------- | ---- | -------------------- |
| 31. Juli             | 2. Etappe Volta a Portugal       | 2.1  | Delio Fernández      |
| 4. August            | 6. Etappe Volta a Portugal       | 2.1  | Gustavo César Veloso |
| 6. August            | 7. Etappe Volta a Portugal       | 2.1  | Delio Fernández      |
| 8. August            | 9. Etappe Volta a Portugal (EZF) | 2.1  | Gustavo César Veloso |
| 29. Juli – 9. August | Gesamtwertung Volta a Portugal   | 2.1  | Gustavo César Veloso |

## Erfolge in der UCI America Tour
In den Rennen der UCI America Tour Saison 2015 der UCI America Tour gelangen die nachstehenden Erfolge.
| Datum          | Rennen                    | Kat. | Fahrer               |
| -------------- | ------------------------- | ---- | -------------------- |
| 27. August     | 2. Etappe Tour do Rio     | 2.2  | Gustavo César Veloso |
| 26.–30. August | Gesamtwertung Tour do Rio | 2.2  | Gustavo César Veloso |

## Abgänge – Zugänge
| Zugänge            | Team 2014                | Abgänge        | Team 2015              |
| ------------------ | ------------------------ | -------------- | ---------------------- |
| António Carvalho   | LA Aluminios-Antarte     | Mário Costa    | Lampre-Merida          |
| Rui Vinhas         | Louletano-Dunas Douradas | Ricardo Vilela | Caja Rural-Seguros RGA |
| Carlos Ribeiro     | Neoprofi                 | Arkaitz Durán  | Efapel-Glassdrive      |
| Ángel Rebollido    | Neoprofi                 | Nuno Ribeiro   | Karriereende           |
| Joaquim Silva      |                          | Eduard Prades  | Matrix Powertag        |
| Juan Ignacio Perez |                          | Fabio Sousa    | Unbekannt              |
| Ruben Veloso       |                          | Rui Barros     | Unbekannt              |
| Raúl Alarcón       | Louletano-Dunas Douradas | Pedro Bras     | Unbekannt              |

## Mannschaft
| Name               | Geburtstag        | Nationalität |
| ------------------ | ----------------- | ------------ |
| Raúl Alarcón       | 25. März 1986     | Spanien      |
| Samuel Caldeira    | 30. November 1985 | Portugal     |
| António Carvalho   | 25. Oktober 1989  | Portugal     |
| Guálter Carvalho   | 11. Januar 1993   | Portugal     |
| Gustavo César      | 29. Januar 1980   | Spanien      |
| Luís Fernandes     | 2. Dezember 1987  | Portugal     |
| Delio Fernández    | 17. Februar 1986  | Spanien      |
| João Matias        | 26. Mai 1991      | Portugal     |
| Hélder Oliveira    | 20. Februar 1983  | Portugal     |
| Juan Ignacio Perez | 3. Januar 1990    | Spanien      |
| Ángel Rebollido    | 12. April 1993    | Spanien      |
| Carlos Ribeiro     | 10. August 1992   | Portugal     |
| Joaquim Silva      | 20. Februar 1983  | Portugal     |
| Ruben Veloso       | 3. Dezember 1992  | Portugal     |
| Rui Vinhas         | 6. Dezember 1986  | Portugal     |